# Anna Eichens
Anna Maria Auguste Eichens (* 12. Februar 1834 in Berlin; † nach 1872) war eine deutsche Blumen- und Früchtemalerin.

## Leben
Anna Eichens gehört zur Künstlerfamilie der Eichens, sie war die Tochter von Eduard Eichens, geriet jedoch in Vergessenheit. In den Jahren 1856 und 1858 nahm sie an der Berliner Akademie-Ausstellung teil. Ab ca. 1857 war sie in Paris, wo sie 1859 am Pariser Salon beteiligt war. Um 1859 ist sie als Schülerin von Theude Grönland verzeichnet. Anna war mit ihrem Onkel Wilhelm Eichens verheiratet.

## Werke
- Fleurs, um 1859, Verbleib unbekannt (Salon 1859, Nr. 984)
- Fruits, um 1859, Verbleib unbekannt (Salon 1859, Nr. 985)

## Belege
1. ↑  Luisenstadt-Kirche (Berlin): Kirchenbuch. Taufen. Nr. 173/1834.

| Personendaten    | Personendaten                                    |
| ---------------- | ------------------------------------------------ |
| NAME             | Eichens, Anna                                    |
| ALTERNATIVNAMEN  | Eichens, Anna Maria Auguste (vollständiger Name) |
| KURZBESCHREIBUNG | deutsche Blumen- und Früchtemalerin              |
| GEBURTSDATUM     | 12. Februar 1834                                 |
| GEBURTSORT       | Berlin                                           |
| STERBEDATUM      | nach 1872                                        |